# ホアン (サル)

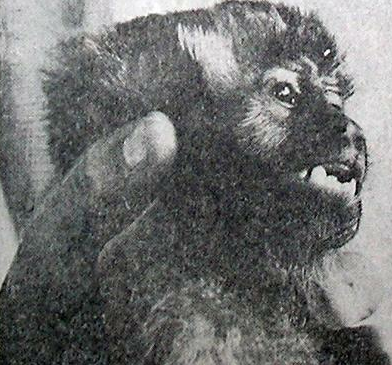
ホアン

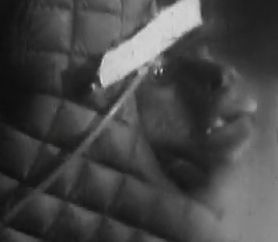
ホアン

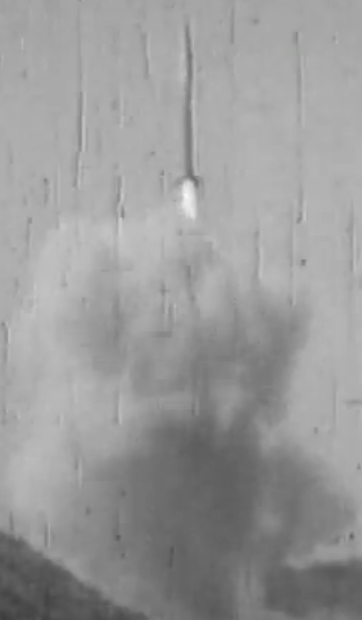
ホアンが打ち上げられたロケット

ホアン（Juan）は1969年12月23日にアルゼンチンの観測ロケットで高度60kmへ打ち上げられたフサオマキザルである。
1960年代の終わりから、アルゼンチンはカノープス（Canopus II）、リゲルという名前の1段式、2段式の観測ロケットの開発を行った。ホアンを打ち上げたカノープス IIロケットは全長5mほどで、50kgの積載能力を持ち射程は160kmであった。カノープスIIは1969年に3回の打ち上げに成功した。
ホアンはジャングルで捕獲された2歳のサルで、身長は30cmで体重は1400gであった。1969年12月23日、カノープス IIは発射され、60kmの高度に到達し、8分間の飛行の後、無事回収された。アルゼンチンはサルなどの動物を宇宙に送った4番目の国となった。1970年2月1日アルゼンチンは別のサルを打ち上げるが、回収に失敗している。
ホアンはその後、2年間、コルドバの動物園で展示された。